# Nürnberger Prinzipien
Die Nürnberger Prinzipien sind die im Auftrag der Vereinten Nationen durch die Völkerrechtskommission (ILC) 1950 formulierten Grundsätze aus dem Statut des Internationalen Militärgerichtshofs (IMG-Statut) und dem Urteil im Nürnberger Prozess.

## Geschichte
Der Generalsekretär der Vereinten Nationen schlug am 24. Oktober 1946 in einem mündlichen Bericht an die Vollversammlung vor, die Prinzipien, die in den Nürnberger Prozessen angewandt wurden, zu einem ständigen Teil des internationalen Rechts zu machen. In der Resolution 95 bestätigte die Generalversammlung am 11. Dezember 1946 die im IMG-Statut niedergelegten und im Nürnberger Urteil zur Anwendung gelangten Prinzipien. Mit der Resolution 177 (II) vom 21. November 1947 wurde die am gleichen Tag mit Resolution 174 (I) gegründete Völkerrechtskommission beauftragt, eine Kodifizierung der Völkerrechtsverbrechen und der Prinzipien des IMG-Statuts und des Nürnberger Urteils zu erarbeiten.
Am 29. Juli 1950 formulierte die Völkerrechtskommission ihre Fassung der Nürnberger Prinzipien.
Im gleichen Jahr legte die Völkerrechtskommission einen ersten Entwurf für ein internationales Strafgesetzbuch für „Verbrechen gegen den Frieden und die Sicherheit der Menschheit“ vor. Zugleich sprach sich die Kommission für die Schaffung eines ständigen internationalen Strafgerichtshofs für diese Verbrechen aus. 1954 legte sie der Generalversammlung einen überarbeiteten Entwurf dieses Strafgesetzbuches vor, der wiederum die Nürnberger Prinzipien aufnahm. Allerdings vermochte die Generalversammlung damals weder, das Strafgesetzbuch zu verabschieden, noch den vorgeschlagenen Gerichtshof einzurichten. Die Prinzipien dienten als Indikation für opinio juris des Völkergewohnheitsrechts bei der Entwicklung des internationalen Strafrechts.

## Prinzipien
Die Völkerrechtskommission fasste die Prinzipien in sieben Artikeln zusammen:
1. Jede Person, welche ein völkerrechtliches Verbrechen begeht, ist hierfür strafrechtlich verantwortlich.
2. Auch wenn das nationale Recht für ein völkerrechtliches Verbrechen keine Strafe androht, ist der Täter nach dem Völkerrecht strafbar.
3. Auch Staatsoberhäupter und Regierungsmitglieder sind für von ihnen begangene völkerrechtliche Verbrechen nach dem Völkerrecht verantwortlich.
4. Handeln auf höheren Befehl befreit nicht von völkerrechtlicher Verantwortlichkeit, sofern der Täter auch anders hätte handeln können.
5. Jeder, der wegen eines völkerrechtlichen Verbrechens angeklagt ist, hat Anspruch auf ein ordnungsgemäßes Verfahren.
6. Folgende Verbrechen sind als völkerrechtliche Verbrechen strafbar: a) Verbrechen gegen den Frieden b) Kriegsverbrechen c) Verbrechen gegen die Menschlichkeit.
7. Die Mittäterschaft zur Begehung der genannten Verbrechen stellt ebenfalls ein völkerrechtliches Verbrechen dar.